# جو کیننیر
جو کیننیر (انگلیسی: Joe Kinnear؛ زادهٔ ۲۷ دسامبر ۱۹۴۶ – درگذشتهٔ ۷ آوریل ۲۰۲۴) بازیکن فوتبال و مربی فوتبال اهل جمهوری ایرلند بود.
از باشگاه‌هایی که در آن بازی کرده‌است می‌توان به باشگاه فوتبال تاتنهام هاتسپر و باشگاه فوتبال برایتون اند هوو آلبیون اشاره کرد.
وی همچنین در تیم ملی فوتبال جمهوری ایرلند بازی کرده‌است.

## افتخارات

### بازیکن
تاتنهام هاتسپر
- جام حذفی فوتبال انگلستان: ۱۹۶۶–۶۷
- جام اتحادیه باشگاه‌های انگلستان: ۷۱-۱۹۷۰ Football League Cup, ۱۹۷۲–۷۳
- جام خیریه انگلستان: ۱۹۶۷ (مشترک)
- لیگ اروپا: ۱۹۷۱–۷۲

### سرمربی
نپال
- بازی‌های آسیای جنوبی نایب‌قهرمان: ۱۹۸۷

لوتون تاون
- Football League Third Division نایب‌قهرمان: ۲۰۰۱–۰۲

انفرادی
- LMA Manager of the Year: ۱۹۹۴
- مربی ماه لیگ برتر انگلستان: سپتامبر ۱۹۹۳، مارس ۱۹۹۴، آوریل ۱۹۹۴، سپتامبر ۱۹۹۶[۳]